# Fußball-Asienmeisterschaft 2011/Gruppe B
| Pl. | Land          | Sp. | S | U | N | Tore    | Diff. | Punkte |
| --- | ------------- | --- | - | - | - | ------- | ----- | ------ |
| 1.  | Japan         | 3   | 2 | 1 | 0 | 008:200 | +6    | 07     |
| 2.  | Jordanien     | 3   | 2 | 1 | 0 | 004:200 | +2    | 07     |
| 3.  | Syrien        | 3   | 1 | 0 | 2 | 004:500 | −1    | 03     |
| 4.  | Saudi-Arabien | 3   | 0 | 0 | 3 | 001:800 | −7    | 0      |

Der Artikel gibt Auskunft über die Spiele der Gruppe B bei der Fußball-Asienmeisterschaft 2011 in Katar.

## Japan – Jordanien 1:1 (0:1)
| Japan                                                                           | Japan | Jordanien | Jordanien |
| ------------------------------------------------------------------------------- | --- | --- | --------- |
| Japan                                                                           | \| 1. Spieltag \| \| Sonntag, 9. Januar 2011 um 16:15 Uhr (14:15 Uhr MEZ) in Doha (Qatar SC Stadium) \| \| Zuschauer: 6.255 \| \| Schiedsrichter: Abdul Malik ( Singapur) \| \| Spielbericht \|                                                                       | \| 1. Spieltag \| \| Sonntag, 9. Januar 2011 um 16:15 Uhr (14:15 Uhr MEZ) in Doha (Qatar SC Stadium) \| \| Zuschauer: 6.255 \| \| Schiedsrichter: Abdul Malik ( Singapur) \| \| Spielbericht \|                                                                  | Jordanien |
| Japan                                                                           | Eiji Kawashima – Atsuto Uchida, Maya Yoshida, Yasuyuki Konno, Yūto Nagatomo – Yasuhito Endō, Makoto Hasebe, Daisuke Matsui (58. Shinji Okazaki), Keisuke Honda (90. Jungo Fujimoto), Shinji Kagawa – Ryōichi Maeda (46. Tadanari Lee) Cheftrainer: Alberto Zaccheroni | Amer Shafi – Suleiman al-Salman, Bashar Bani Yaseen, Hatem Aqel (80. Mohammad al-Dmeiri), Basem Fatahi – Baha’ Abdel-Rahman, Hasan Abd al-Fattah, Amer Deeb, Shadi Abu Hashhash – Odai al-Saify, Abdallah Deeb (72. Ahmed Abdul-Haleem) Cheftrainer: Adnan Hamad | Jordanien |
| Japan                                                                           | 1:1 Maya Yoshida (90.+2’) | 0:1 Hasan Abd al-Fattah (45.) | Jordanien |
| Japan                                                                           | Hatem Aqel (43.), Hasan Abd al-Fattah (54.) | | Jordanien |
| Japan                                                                           | Spieler des Spiels: Amer Shafi (Jordanien) | | Jordanien |
| 1. Spieltag                                                                     | | |           |
| Sonntag, 9. Januar 2011 um 16:15 Uhr (14:15 Uhr MEZ) in Doha (Qatar SC Stadium) | | |           |
| Zuschauer: 6.255                                                                | | |           |
| Schiedsrichter: Abdul Malik ( Singapur)                                         | | |           |
| Spielbericht                                                                    | | |           |

## Saudi-Arabien – Syrien 1:2 (0:1)
| Saudi-Arabien                                                                             | Saudi-Arabien | Syrien | Syrien |
| ----------------------------------------------------------------------------------------- | --- | --- | ------ |
| Saudi-Arabien                                                                             | \| 1. Spieltag \| \| Sonntag, 9. Januar 2011 um 19:15 Uhr (17:15 Uhr MEZ) in ar-Rayyan (Ahmed bin Ali Stadium) \| \| Zuschauer: 15.768 \| \| Schiedsrichter: Kim Dong-jin ( Südkorea) \| \| Spielbericht \|                                                                    | \| 1. Spieltag \| \| Sonntag, 9. Januar 2011 um 19:15 Uhr (17:15 Uhr MEZ) in ar-Rayyan (Ahmed bin Ali Stadium) \| \| Zuschauer: 15.768 \| \| Schiedsrichter: Kim Dong-jin ( Südkorea) \| \| Spielbericht \|                                     | Syrien |
| Saudi-Arabien                                                                             | Waleed Abdullah – Abdullah Shuhail, Osama Hawsawi, Osama al-Muwallad, Mishaal al-Saeed – Ahmed Otaif, Manaf Abushgeer (67. Nawaf al-Abed), Saud Kariri, Abdoh Otayf (46. Taisir al-Jassim) – Nasser al-Shamrani (56. Naif Hazazi), Yassir al-Qahtani Cheftrainer: José Peseiro | Mosab Balhous – Belal Abduldaim, Ali Diab, Nadim Sabagh, Abdulkader Dakka – Feras Esmaeel, Jehad al-Hussain (77. Qusay Habib), Abdelrazaq al-Hussain, Mohamed al-Zeno – Wael Ayan, Sanharib Malki (66. Adel Abdullah) Cheftrainer: Valeriu Tița | Syrien |
| Saudi-Arabien                                                                             | 1:1 Taisir al-Jassim (60.) | 0:1 Abdelrazaq al-Hussain (38.) 1:2 Abdelrazaq al-Hussain (63.) | Syrien |
| Saudi-Arabien                                                                             | Abdoh Otayf (15.), Mishaal al-Saeed (87.) | Jehad al-Hussain (21.), Belal Abduldaim (86.), Abdelrazaq al-Hussain (90.) | Syrien |
| Saudi-Arabien                                                                             | Spieler des Spiels: Abdelrazaq al-Hussain (Syrien) | | Syrien |
| 1. Spieltag                                                                               | | |        |
| Sonntag, 9. Januar 2011 um 19:15 Uhr (17:15 Uhr MEZ) in ar-Rayyan (Ahmed bin Ali Stadium) | | |        |
| Zuschauer: 15.768                                                                         | | |        |
| Schiedsrichter: Kim Dong-jin ( Südkorea)                                                  | | |        |
| Spielbericht                                                                              | | |        |

## Jordanien – Saudi-Arabien 1:0 (1:0)
| Jordanien                                                                                     | Jordanien | Saudi-Arabien | Saudi-Arabien |
| --------------------------------------------------------------------------------------------- | --- | --- | ------------- |
| Jordanien                                                                                     | \| 2. Spieltag \| \| Donnerstag, 13. Januar 2011 um 16:15 Uhr (14:15 Uhr MEZ) in ar-Rayyan (Ahmed bin Ali Stadium) \| \| Zuschauer: 17.349 \| \| Schiedsrichter: Ali al-Badwawi ( Vereinigte Arabische Emirate) \| \| Spielbericht \|                                                      | \| 2. Spieltag \| \| Donnerstag, 13. Januar 2011 um 16:15 Uhr (14:15 Uhr MEZ) in ar-Rayyan (Ahmed bin Ali Stadium) \| \| Zuschauer: 17.349 \| \| Schiedsrichter: Ali al-Badwawi ( Vereinigte Arabische Emirate) \| \| Spielbericht \|                                                           | Saudi-Arabien |
| Jordanien                                                                                     | Amer Shafi – Suleiman al-Salman, Bashar Bani Yaseen, Mohammed al-Mutasim, Basem Fatahi – Amer Deeb (90. Anas Hijah), Baha’ Abdel-Rahman, Shadi Abu Hashhash, Odai al-Saify – Abdallah Salim (69. Moayad Abu Keshek), Hasan Abd al-Fattah (83. Ahmed Abdul-Haleem) Cheftrainer: Adnan Hamad | Waleed Abdullah – Abdullah Shuhail (87. Abdulaziz al-Dawsari), Osama Hawsawi, Osama al-Muwallad, Kamel al-Mousa – Abdoh Otayf (46. Nasser al-Shamrani), Saud Kariri, Taisir al-Jassim, Mohammad asch-Schalhub (65. Nawaf al-Abed) – Naif Hazazi, Yassir al-Qahtani Cheftrainer: Nasser al-Johar | Saudi-Arabien |
| Jordanien                                                                                     | 1:0 Baha’ Abdel-Rahman (42.) | | Saudi-Arabien |
| Jordanien                                                                                     | Odai al-Saify (4.), Amer Deeb (66.), Basem Fatahi (74.), Moayad Abu Keshek (85.) | Osama al-Muwallad (63.) | Saudi-Arabien |
| Jordanien                                                                                     | Spieler des Spiels: Hasan Abd al-Fattah (Jordanien) | | Saudi-Arabien |
| 2. Spieltag                                                                                   | | |               |
| Donnerstag, 13. Januar 2011 um 16:15 Uhr (14:15 Uhr MEZ) in ar-Rayyan (Ahmed bin Ali Stadium) | | |               |
| Zuschauer: 17.349                                                                             | | |               |
| Schiedsrichter: Ali al-Badwawi ( Vereinigte Arabische Emirate)                                | | |               |
| Spielbericht                                                                                  | | |               |

## Syrien – Japan 1:2 (0:1)
| Syrien                                                                              | Syrien | Japan | Japan |
| ----------------------------------------------------------------------------------- | --- | --- | ----- |
| Syrien                                                                              | \| 2. Spieltag \| \| Donnerstag, 13. Januar 2011 um 19:15 Uhr (17:15 Uhr MEZ) in Doha (Qatar SC Stadium) \| \| Zuschauer: 10.453 \| \| Schiedsrichter: Mohsen Torky ( Iran) \| \| Spielbericht \|                                                                            | \| 2. Spieltag \| \| Donnerstag, 13. Januar 2011 um 19:15 Uhr (17:15 Uhr MEZ) in Doha (Qatar SC Stadium) \| \| Zuschauer: 10.453 \| \| Schiedsrichter: Mohsen Torky ( Iran) \| \| Spielbericht \|                                                                           | Japan |
| Syrien                                                                              | Mosab Balhous – Belal Abduldaim, Ali Diab, Abdulkader Dakka, Nadim Sabagh – Abdelrazaq al-Hussain, Feras Esmaeel – Jehad al-Hussain (77. Abdul Fattah al-Agha), Samer Awad (46. Firas al-Khatib), Wael Ayan – Mohamed al-Zeno (64. Sanharib Malki) Cheftrainer: Valeriu Tița | Eiji Kawashima – Atsuto Uchida, Maya Yoshida, Yasuyuki Konno, Yūto Nagatomo – Yasuhito Endō, Makoto Hasebe – Daisuke Matsui (90. Hajime Hosogai), Keisuke Honda, Shinji Kagawa (65. Shinji Okazaki) – Ryōichi Maeda (75. Shūsaku Nishikawa) Cheftrainer: Alberto Zaccheroni | Japan |
| Syrien                                                                              | 1:1 Firas al-Khatib (76., Elfmeter) | 0:1 Makoto Hasebe (35.) 1:2 Keisuke Honda (82., Elfmeter) | Japan |
| Syrien                                                                              | Samer Awad (22.), Abdulkader Dakka (61.), Ali Diab (90.), Abdul Fattah al-Agha (90.) | Daisuke Matsui (10.), Atsuto Uchida (53.), Maya Yoshida (67.) | Japan |
| Syrien                                                                              | Nadim Sabagh (90.) | | Japan |
| Syrien                                                                              | Eiji Kawashima (75.) | | Japan |
| Syrien                                                                              | Spieler des Spiels: Keisuke Honda (Japan) | | Japan |
| 2. Spieltag                                                                         | | |       |
| Donnerstag, 13. Januar 2011 um 19:15 Uhr (17:15 Uhr MEZ) in Doha (Qatar SC Stadium) | | |       |
| Zuschauer: 10.453                                                                   | | |       |
| Schiedsrichter: Mohsen Torky ( Iran)                                                | | |       |
| Spielbericht                                                                        | | |       |

## Jordanien – Syrien 2:1 (1:1)
| Jordanien                                                                       | Jordanien | Syrien | Syrien |
| ------------------------------------------------------------------------------- | --- | --- | ------ |
| Jordanien                                                                       | \| 3. Spieltag \| \| Montag, 17. Januar 2011 um 16:15 Uhr (14:15 Uhr MEZ) in Doha (Qatar SC Stadium) \| \| Zuschauer: 9.849 \| \| Schiedsrichter: Abdulrahman Abdou ( Katar) \| \| Spielbericht \|                                                                                         | \| 3. Spieltag \| \| Montag, 17. Januar 2011 um 16:15 Uhr (14:15 Uhr MEZ) in Doha (Qatar SC Stadium) \| \| Zuschauer: 9.849 \| \| Schiedsrichter: Abdulrahman Abdou ( Katar) \| \| Spielbericht \|                                                                  | Syrien |
| Jordanien                                                                       | Amer Shafi – Suleiman al-Salman, Mohammed al-Mutasim, Bashar Bani Yaseen, Basem Fatahi – Amer Deeb, Baha’ Abdel-Rahman, Shadi Abu Hashhash, Odai al-Saify (90. Anas Hijah) – Abdallah Salim (62. Moayad Abu Keshek), Hasan Abd al-Fattah (88. Ahmed Abdul-Haleem) Cheftrainer: Adnan Hamad | Mosab Balhous – Belal Abduldaim (78. Qusay Habib), Ali Diab (63. Louay Chanko), Abdulkader Dakka, Sanharib Malki – Abdelrazaq al-Hussain, Feras Esmaeel – Jehad al-Hussain, Samer Awad (63. Firas al-Khatib), Wael Ayan – Mohamed al-Zeno Cheftrainer: Valeriu Tița | Syrien |
| Jordanien                                                                       | 1:1 Ali Diab (30., Eigentor) 2:1 Odai al-Saify (59.) | 0:1 Mohamed al-Zeno (15.) | Syrien |
| Jordanien                                                                       | Basem Fatahi (45.), Abdallah Salim (48.) | Belal Abduldaim (47.), Mosab Balhous (53.) | Syrien |
| Jordanien                                                                       | Spieler des Spiels: Odai al-Saify (Jordanien) | | Syrien |
| 3. Spieltag                                                                     | | |        |
| Montag, 17. Januar 2011 um 16:15 Uhr (14:15 Uhr MEZ) in Doha (Qatar SC Stadium) | | |        |
| Zuschauer: 9.849                                                                | | |        |
| Schiedsrichter: Abdulrahman Abdou ( Katar)                                      | | |        |
| Spielbericht                                                                    | | |        |

## Saudi-Arabien – Japan 0:5 (0:3)
| Saudi-Arabien                                                                             | Saudi-Arabien | Japan | Japan |
| ----------------------------------------------------------------------------------------- | --- | --- | ----- |
| Saudi-Arabien                                                                             | \| 3. Spieltag \| \| Montag, 17. Januar 2011 um 16:15 Uhr (14:15 Uhr MEZ) in Ar-Rayyan (Ahmed bin Ali Stadium) \| \| Zuschauer: 2.022 \| \| Schiedsrichter: Ravshan Ermatov ( Usbekistan) \| \| Spielbericht \|                                                     | \| 3. Spieltag \| \| Montag, 17. Januar 2011 um 16:15 Uhr (14:15 Uhr MEZ) in Ar-Rayyan (Ahmed bin Ali Stadium) \| \| Zuschauer: 2.022 \| \| Schiedsrichter: Ravshan Ermatov ( Usbekistan) \| \| Spielbericht \|                                                             | Japan |
| Saudi-Arabien                                                                             | Waleed Abdullah – Abdullah Shuhail, Osama Hawsawi, Osama al-Muwallad, Kamel al-Mousa – Abdoh Otayf (28. Manaf Abushgeer), Ahmed Otaif, Taisir al-Jassim, Mohammad asch-Schalhub – Yassir al-Qahtani, Naif Hazazi (46. Moataz al-Mousa) Cheftrainer: Nasser al-Johar | Shūsaku Nishikawa – Atsuto Uchida (46. Masahiko Inoha), Maya Yoshida (63. Daiki Iwamasa), Yasuyuki Konno, Yūto Nagatomo – Makoto Hasebe, Yasuhito Endō (83. Takuya Honda) – Shinji Okazaki, Yōsuke Kashiwagi, Shinji Kagawa – Ryōichi Maeda Cheftrainer: Alberto Zaccheroni | Japan |
| Saudi-Arabien                                                                             | 0:1 Shinji Okazaki (8.) 0:2 Shinji Okazaki (13.) 0:3 Ryōichi Maeda (19.) 0:4 Ryōichi Maeda (51.) 0:5 Shinji Okazaki (80.) | | Japan |
| Saudi-Arabien                                                                             | Kamel al-Mousa (67.), Moataz al-Mousa (69.) | Atsuto Uchida (7.) | Japan |
| Saudi-Arabien                                                                             | Spieler des Spiels: Shinji Okazaki (Japan) | | Japan |
| 3. Spieltag                                                                               | | |       |
| Montag, 17. Januar 2011 um 16:15 Uhr (14:15 Uhr MEZ) in Ar-Rayyan (Ahmed bin Ali Stadium) | | |       |
| Zuschauer: 2.022                                                                          | | |       |
| Schiedsrichter: Ravshan Ermatov ( Usbekistan)                                             | | |       |
| Spielbericht                                                                              | | |       |